# Alain Boullet
Pour les personnes ayant le même patronyme, voir Boullet.
Alain Boullet, né le 4 mars 1935 à Vierzon en Sologne et mort le 20 août 2021 à Limoges, est un peintre et un sculpteur français.

## Biographie
Alain Boullet se forme d'abord aux Beaux-arts de Bourges et de Nancy, puis de 1956 à 1959, à l'École nationale supérieure des beaux-arts, à Paris, dans l'atelier de Raymond Legueult. Sa formation humaine et artistique est enrichie par le voyage, notamment en Grèce, en Croatie, en Italie, en Espagne et au Maroc.
Entre novembre 1959 et mars 1962, il est mobilisé pour participer à la guerre d'Algérie : cette période l'a profondément marqué, notamment le camp de regroupement d'Aïn-Dem, où il dessinera en témoignage de nombreux portraits de vieillards, de femmes et d'enfants.
De 1968 à 1972, il est professeur aux Beaux-Arts de Mulhouse. De 1973 à 2001, il est professeur à l'École Nationale d'Art de Nice (Villa Arson). De 1990 à 2003, il réalise les illustrations originales de nombreux livres d'artistes avec des poètes (Germain Coupet, Daniel Biga, Jean-Claude Villain).
Il vit et travaille à Falicon, sur les hauteurs de Nice. Il retrouve régulièrement ses racines en Sologne.

## Citation
« Alain Boullet vit sa vie de peintre, de sculpteur avec cette intuition vitale qui peut faire de presque rien un tout : d'un brin d'herbe cueilli avec soin, la campagne entière, d'un peu de terre au creux des mains, le premier pas d'une silhouette qui avance simplement, avec le bonheur de faire advenir le futur. À la manière des plantes portées par certaines sculptures, cette douceur d'offrir n'a pas fini de croître. La force et l'énergie d'Alain Boullet tiennent au désir de ses œuvres d'être toujours plus justes avec la liberté qui brûle en nous. »

— Laurence Drummond